# 篠原祐剛
篠原 祐剛（しのはら ゆうごう、1978年11月2日 - ）は、長野県原村出身の元ショートトラックスピードスケート選手。山梨学院大学卒。
1998年長野オリンピック、2002年ソルトレークシティオリンピックと、計2度の冬季オリンピックに出場。
現在、山梨学院大学スケート部コーチ。